# Охорона здоров'я в Бутані
Охорона здоров'я в Бутані має один з найвищих пріоритетів у схемі розвитку та модернізації країни. Охорона здоров'я та пов'язані з ним питання курує Міністерство охорони здоров'я, яке представлене в уряді міністром охорони здоров'я.

## Система охорони здоров'я

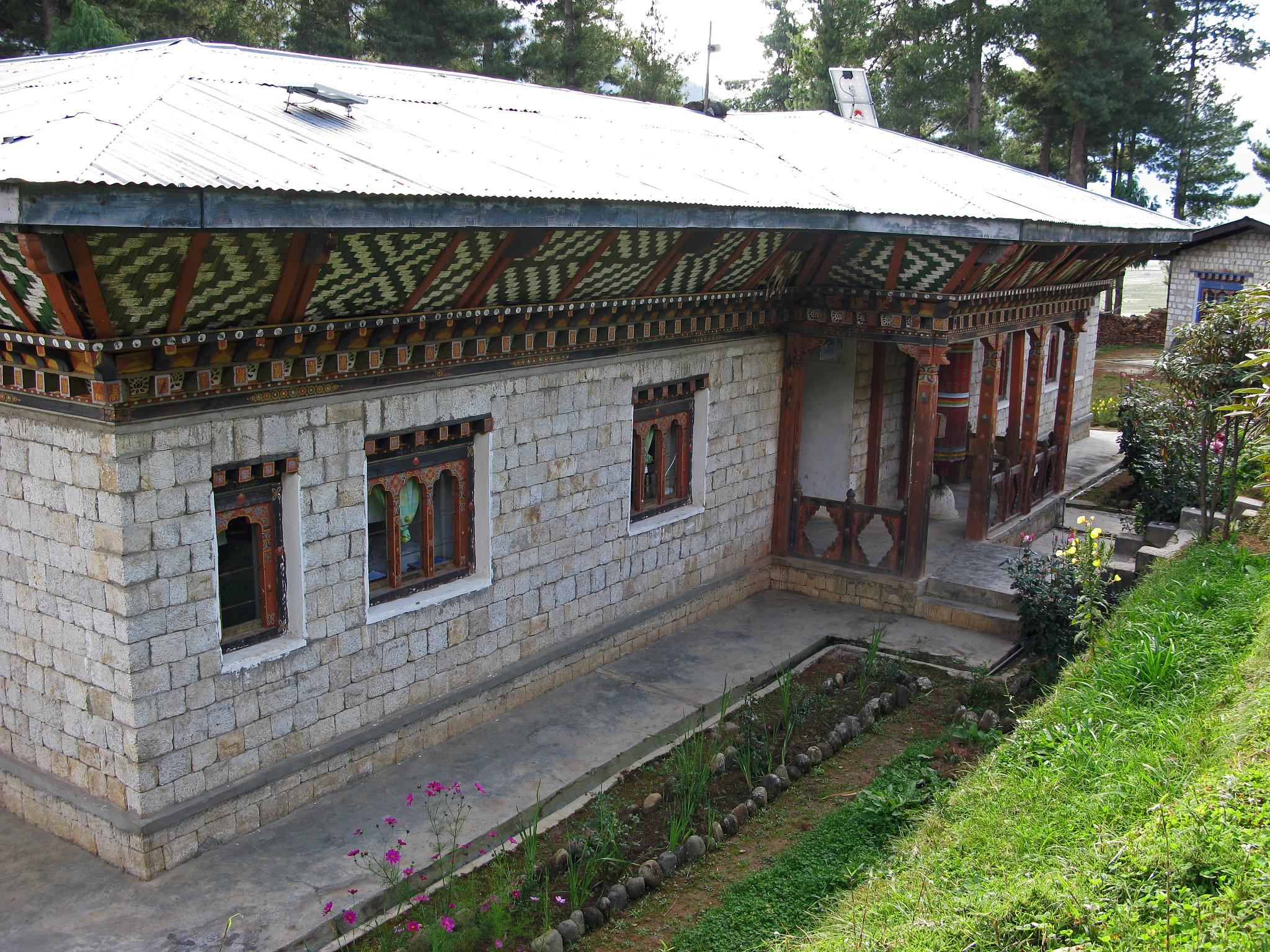
Лікарня в долина Пробджіка, дзонгхаг Вангді-Пходранг

Міністерство охорони здоров'я почало запроваджувати єдину систему охорони здоров'я починаючи з 1970-х років.

### Заклади охорони здоров'я
У 2009 році на весь Бутан була 31 лікарня. Більшість дзонгхагів мали принаймні одну лікарню, за винятком Гаса. У Тхімпху було 5 лікарень, у той час як у дзонгхагах Чукха, Самце і Трашіганг — по три. Крім того, кожен дзонгхаг мав ряд дрібніших медичних установ.
У лікарнях та інших медичних установах працювали 3756 співробітників Міністерства охорони здоров'я: 176 лікарів, 556 медсестер, 92 помічника медсестер; 505 медико-санітарних працівників, 35 санітарних лікарів та їхніх асистентів, 41 drungtshos (лікар народної медицини), 52 smenpas (лікар народної медицини) , 12 фармацевтів, 79 аптечних працівників, 13 лабораторних технологів; 549 спеціалістів та асистентів, а також 1601 співробітник адміністрації та допоміжний персонал.

## Проблеми зі здоров'ям

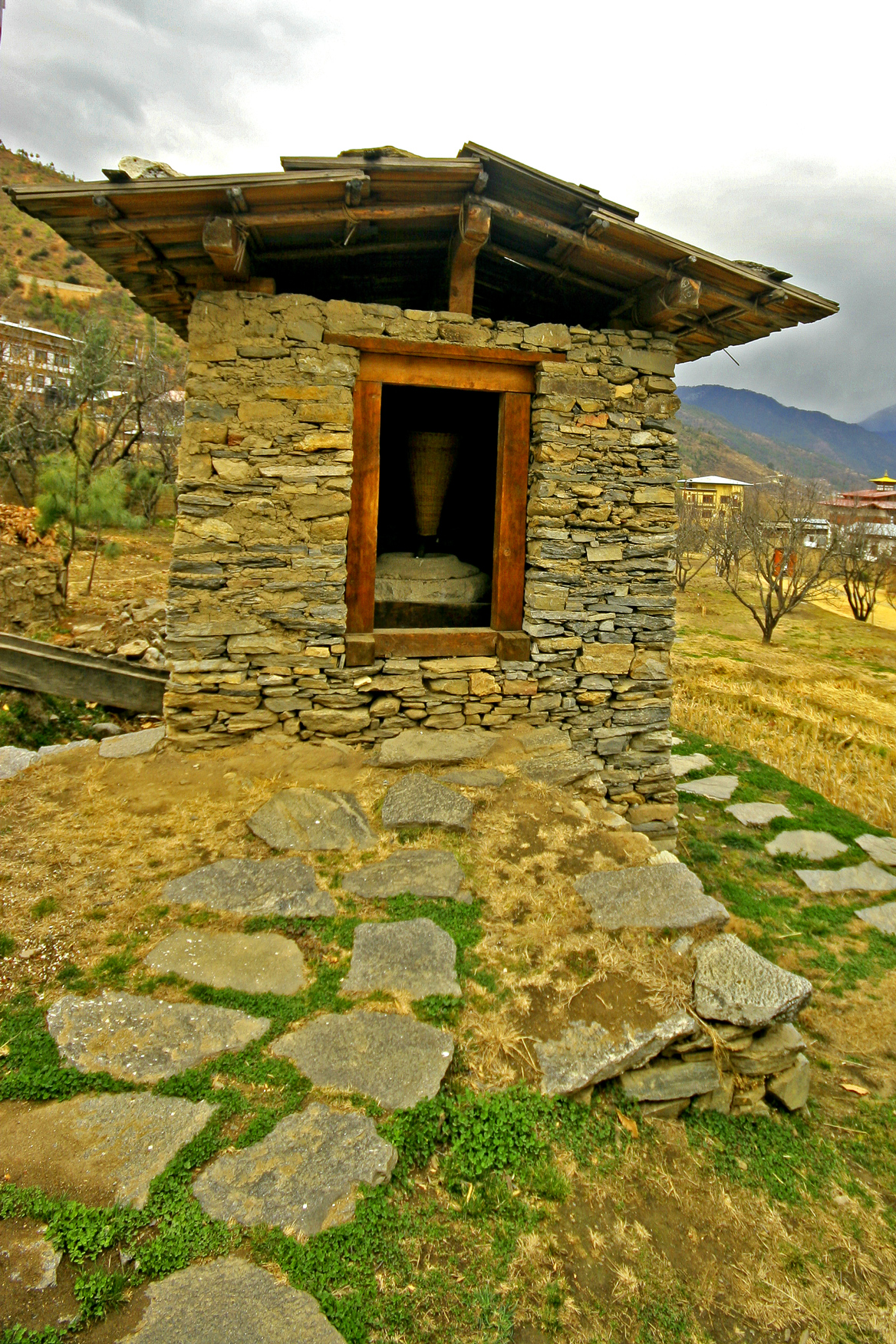
Туалет в Бутані

Станом на 2009 рік, більшість бутанців мали доступ до питної води (83 %) і основних санітарних послуг (91 %). Найпоширенішими захворюваннями були діарея (2892 на 10 000 чоловік) і пневмонія (1031) серед дітей у віці до 5 років; шкірні інфекції (1322); кон'юнктивіт (542), гіпертензія (310) і кишкові гельмінти (170). Менш поширеними захворюваннями були цукровий діабет (38 на 10000 осіб); захворювання печінки, пов'язані з алкоголем (23), а також рак (17). Захворюваність на малярію і туберкульоз, як правило, низька, 10 і 15 випадків на 10 000 осіб, відповідно.
У Бутані зареєстровані захворювання на грип, який спричинили штами H1N1 («свинячий грип») і H5N1 («пташиний грип»). У 2009 році було 6 підтверджених випадків захворювання, які спричинив вірус грипу H1N1, жоден з яких не закінчився смертельним результатом. Однак була принаймні один спалах захворювань «пташиним грипом» у гевозі Пхунчолінг, і це захворювання викликало серйозну заклопотаність у Міністерстві охорони здоров'я.
Станом на 2010 рік зареєстровано 185 випадків захворювання на ВІЛ-інфекцію. Міністерство охорони здоров'я пов'язало збільшення кількості захворювань з розбещеністю, вживанням наркотиків і поширенням ВІЛ / СНІДу в сусідніх країнах.

### Охорона материнства та дитинства
У червні 2011 року Фонд ОНН в області народонаселення опублікував доповідь про стан акушерства у світі. У ній містяться дані про акушерську допомогу, політику щодо новонароджених та материнську смертність в 58 країнах. У 2011 році в Бутані материнська смертність становила 200 випадків на 100 000 пологів. У 2008 році цей показник становив 254,9, а в 1990 році — 1145,4 смертей. Рівень смертності новонароджених становить 81 смертей на 1000 новонароджених. У Бутані число акушерів на 1000 живонароджених становить 15 чоловік. Станом на 2008 рік 90 % населення було охоплено урядовою програмою імунізації. У 2010 році Міністерство охорони здоров'я відзначило тенденцію зростання кількості підпільних абортів серед бутанських жінок (466 у 2003 році; 1057 в 2009 році), які, мабуть, виконуються в сусідній Індії, і це сприяє підвищенню материнської смертності в Бутані.

### Якість продуктів харчування
Згідно з продовольчим законом 2005 року (англ. Food Act of 2005), в Бутані створена національна комісія з контролю за якістю продуктів харчування, очолювана міністром сільського господарства, яка включає десять членів з інших міністерств і відомств (охорони здоров'я, торгівлі, внутрішніх справ, охорони навколишнього середовища). Комісія формулює продовольчу політику уряду. Продовольчий закон також регулює продовольчий імпорт і експорт.

### Куріння
Уряд Бутану веде активну пропаганду за відмову від куріння і продажу тютюнових виробів, використовуючи освітні, економічні та кримінальні стимули. У 2010 році був прийнятий Закон про контроль над тютюном, який забороняє продаж тютюну і вводить податок на імпорт. Закон також уповноважує Раду по боротьбі з курінням забезпечити роботу реабілітаційних центрів по діагностиці та лікуванню від тютюнової залежності.

### Алкоголь
Бутан також прагне перешкоджати споживанню алкоголю через його вплив на здоров'я і щастя. У 2011 році уряд прийняв постанову про контроль за алкоголем, згідно з якою втричі збільшувався податок на алкоголь. У результаті впали продажі алкоголю і піднялися ціни. Останнім часом зросло вживання алкоголю серед студентів, у результаті чого декілька з них були виключені з елітного бутанського коледжу Шерубце.

## Історія
Медико-санітарна допомога Бутану почала прискорено розвиватися в 1960-х роках після створення Департаменту охорони здоров'я та відкриття нових лікарень і диспансерів по всій країні. На початку 1990-х років у країні було 29 лікарень (у тому числі 5 лепрозоріїв, 3 армійських госпіталю і один мобільний госпіталь), 46 диспансерів, 67 медичних пунктів і 15 протималярійних центрів. Великі лікарні були в Тхімпху, Гелепху і Трашігангу. Кількість лікарняних ліжок у 1988 році склало 932. Існувала гостра нестача медичного персоналу. За офіційною статистикою було лише 142 лікаря і 678 фельдшерів, приблизно один медичний спеціаліст на кожні 2000 чоловік, або тільки один лікар на майже 10 000 чоловік.
Королівський медичний інститут спільно з Національним госпіталем, створеним в 1974 році, організували курси для санітарів, медсестер і акушерок. Випускники курсів стали основою національної системи охорони здоров'я та допомагали працівникам медпунктів по всій країні. У помічники їм набиралися добровольців з сіл.
Лікування в Бутані безкоштовне, уряд фінансує систему загальної охорони здоров'я. Тим не менш, лікарень в Бутані мало, а деякі хвороби, такі як рак, в Бутані не лікуються. Пацієнти, яких не можуть вилікувати в Бутані, доставляють у лікарні Індії, і їх лікування оплачується урядом Бутану.
У 1980-х роках найпоширенішими захворюваннями в Бутані були кишкові інфекції, в основному пов'язані з відсутністю чистої питної води. Також були поширені захворювання дихальних шляхів, діарея і шигельоз, гельмінти, шкірні інфекції, малярія, недоїдання і кон'юнктивіт. У 1977 році Всесвітня організація охорони здоров'я (ВООЗ) оголосила Бутан зоною, вільною від натуральної віспи. У 1979 році була створена загальнонаціональна програма імунізації. У 1987 році урядом, за підтримки ВООЗ, була розроблена програма по імунізації до 1990 року всіх дітей від дифтерії, коклюшу, правця, поліомієліту, туберкульозу та кору.  У 1970-1980-х роках було досягнуто прогресу в лікуванні прокази, протягом цих років число хворих скоротилося більш ніж наполовину, а в 1988 році уряд планував перемогти хворобу до 2000 року.
За оцінками, в 1988 році тільки 8 осіб з 1000 мали доступ до чистої питної води. Незважаючи на поліпшення, що надаються людям через державні програми економічного розвитку, Бутан і зараз зіштовхується з проблемами охорони здоров'я. Серед факторів, що визначають високу захворюваність у країні і смертність, можна виділити суворий клімат, погані санітарно-гігієнічні умови життя, наприклад, не провітрювані взимку житлові приміщення, що вносить свій внесок у високу захворюваність на проказу, і вдихання диму під час приготування їжі через погане обладнання вентиляції. Тим не менш, у 1980 році було підраховано, що 90 % бутанців щоденно споживають достатню кількість калорій.
Хоча до початку 1990-х років не було ніяких повідомлень про випадки захворювання на СНІД, Департамент охорони здоров'я в 1987 році створив програму інформування громадськості. За підтримки ВООЗ у лікарні Тхімпху була створена «довідкова лабораторія», в якій проводили тести на СНІД і ВІЛ. У 1990 році представники Національного інституту здоров'я сім'ї були відправлені в Бангладеш для навчання в галузі профілактики та лікування СНІДу.